# Màgia blanca
S'anomena màgia blanca a aquells actes de litúrgia màgica de naturalesa, mètodes o objectius dels quals són comunament acceptats per la societat on es produeixen. S'utilitza com a antònim de màgia negra.
Segons Guy Bechtel, en tots els temps hi ha hagut homes i dones que deien tenir poders i practicar la màgia. Des de sacerdots fins a emperadors a la història trobem individus que s'atorgaven el títol de mag. Hi havia funcionaris estatals que treballaven d'endevins o àugurs i es dedicaven a augurar qui seria el vencedor en la batalla. Aquests eren els mags. La bruixeria, en canvi, exercida per gent de menor nivell cultural i econòmic, era vista com un subproducte de la màgia. La gent recorria als bruixots i bruixes per espantar la mala sort o millorar les collites. Al principi es tractava d'una bruixeria benèfica. Les bruixes o bruixots practicaven l'anomenada màgia blanca. Això es veia a tant a Occident com a Orient: a l'antiga Roma, l'Antiga Atenes, l'antic Egipte i fins i tot a Àfrica existien talismans contra el mal d'ull, amulets, herbes màgiques i pocions. Recentment amb el cristianisme apareix el concepte de bruixeria com heretgia religiosa lligat principalment a les dones, i el mag (magus) va deixant lloc al bruixot (maleficus), amb el qual el combat contra la màgia es converteix en sinònim de lluita contra el paganisme.
La màgia blanca va en contra de la màgia negra i és la que combat els encanteris malignes, ja que la màgia blanca cerca la prosperitat, la integritat, el desenvolupament físic i mental en connexió amb l'esperit. La seva base és l'harmonització de la bona voluntat humana amb les forces de la Naturalesa, així com qualsevol expressió d'aquesta. Tot i la seva naturalesa positiva, la màgia blanca pot tenir efectes negatius en la persona que la practica. Per evitar aquests efectes s'utilitzen amulets de la sort.

## Adoració de la Deessa
Encara que no és exclusivament una cerca femenina, la màgia blanca moderna sovint s'associa amb conceptes estereotípicamente femenins com el de la Deessa mare, Afrodita, la lluna i altres esperits de la naturalesa. A les històries modernes o en els contes de fades, la idea de màgia blanca sovint s'associa amb una dona sàvia o un esperit maternal afectuós. El vincle entre la màgia blanca i la Mare Terra és un tema habitual en la bruixeria moderna. Un bruixot blanc sempre busca el consell dels déus, esperits i de l'inconscient. Un oracle pot ser, per exemple el Tarot, I-Ching, runes o d'altres.